# Labora Fontbernat M-1938
El Labora Fontbernat M-1938 fue un subfusil de origen español, creado en 1936 por la Comisión de Industrias de Guerra y fabricado en la fábrica 15 de Olot, Cataluña ,que fue utilizado durante la Guerra Civil Española. 

## Características
El M-1938 era un arma de alta calidad diseñada desde cero para la Industria de guerra en Cataluña. Los mecanismos eran sencillos pero de laboriosa fabricación. Esto se debía, en gran parte, a la inclusión de aletas de refrigeración circulares alrededor del cañón para reducir su calentamiento durante el fuego continuo.
Estaba hecho de acero maquinado y disparaba el cartucho 9 x 23 Largo. El cargador era de petaca e iba insertado verticalmente bajo el cajón de mecanismos, con un brocal con piezas de madera que servía para sujetarlo. El cerrojo del Labora Fontbernat M-1938 era más ligero que el de otros subfusiles y por ello utilizaba una muelle más potente.
Se fabricaron varias series con pequeñas diferencias entre ellas: los de 1938 tenían un alza regulable y un selector de tiro/seguro en el lado izquierdo. Inicialmente el seguro era un simple pasador que bloqueaba el gatillo. También hay versiones sin selector, que sólo pueden disparar en modo automático. En total se fabricaron más de 2.000 unidades.
Fue utilizado originalmente por el ejército de la Segunda República Española, y también por el Bando sublevado que los capturó al terminar el conflicto.